# La Galera (kommun)
La Galera är en kommun i Spanien.   Den ligger i provinsen Província de Tarragona och regionen Katalonien, i den östra delen av landet, 400 km öster om huvudstaden Madrid. Antalet invånare är 843. Arean är 27,5 kvadratkilometer. La Galera gränsar till Santa Bàrbara, Masdenverge, Godall, Ulldecona och Mas de Barberans. 
Terrängen i La Galera är huvudsakligen platt, men åt sydost är den kuperad.